# ゾーイー・パーマー
ゾーイー・パーマー（Zoie Palmer、1977年10月28日 - ）は、カナダの女優。

## 出演作品
- コールド・ブラッド
- リスナー　心を読む青い瞳 シーズン3
- XIII -サーティーン- シーズン1
- NIKITA / ニキータ シーズン1
- ロスト・ガール シーズン1